# جوستافو سانشيز بارا
جوستافو سانشيز بارا (بالإسبانية: Gustavo Sánchez Parra)‏ هو ممثل مكسيكي، ولد في 8 نوفمبر 1966 بمدينة مكسيكو في المكسيك.

## أعمال

### أفلام
- (2012) قتل غرينغو[3]

## وصلات خارجية
- جوستافو سانشيز بارا على موقع IMDb (الإنجليزية)
- جوستافو سانشيز بارا على موقع قاعدة بيانات الأفلام العربية
- جوستافو سانشيز بارا على موقع ألو سيني (الفرنسية)
- جوستافو سانشيز بارا على موقع أول موفي (الإنجليزية)
- جوستافو سانشيز بارا على موقع قاعدة بيانات الأفلام السويدية (السويدية)
- جوستافو سانشيز بارا على موقع قاعدة بيانات الفيلم (الإنجليزية)
- جوستافو سانشيز بارا على موقع كينوبويسك (الروسية)